# Жари (місто)
Жа́ри (пол. Żary, нім. Sorau, Зорау) — місто в західній Польщі, між річками Бубр і Ниса-Лужицька, адміністративний центр Жарського повіту Любуського воєводства. Населення 38 739 чоловік (2008).

## Економіка
Текстильна (виробництво бавовняних, шерстяних, декоративних тканин) і швейна фабрики; електротехнічна, скляна, харчова промисловості.

## Демографія
Демографічна структура станом на 31 березня 2011 року:
|          | Загалом | Допрацездатний вік | Працездатний вік | Постпрацездатний вік |
| -------- | ------- | ------------------ | ---------------- | -------------------- |
| Чоловіки | 18665   | 3680               | 13263            | 1722                 |
| Жінки    | 20700   | 3451               | 12521            | 4728                 |
| Разом    | 39365   | 7131               | 25784            | 6450                 |

## Відомі люди
- Себастьян Дудек — польський футболіст.
- Матеуш Ліс — польський футболіст.
- Івона Матковська — польська борчиня, чемпіонка Європи, дворазова призерка чемпіонатів світу.
- Базиліус Фабер (1520—1575) — німецький вчений і перекладач.